# Hemerobius spinellus
Hemerobius spinellus is een insect uit de familie van de bruine gaasvliegen (Hemerobiidae), die tot de orde netvleugeligen (Neuroptera) behoort. 
Hemerobius spinellus is voor het eerst wetenschappelijk beschreven door Lichtenstein in 1796.